# Krapanj
Otok Krapanj najniži je i najmanji naseljeni otok na Jadranu. Najviša mu nadmorska visina ne prelazi 1,25 m. Udaljen je od kopna svega 300 m. Šezdesetih godina prošlog stoljeća s više od 1500 stanovnika bio je najgušće naseljeni otok na Jadranu. Krapanj je manji od pola četvornoga kilometra. Danas na Krapnju živi oko 200 stanovnika. Krapanj je otok stoljetne tradicije ronilaštva, spužvarstva i ribarstva.
Krapanj, tj. njegovo središte čini naselje od uglavnom kamenih kuća, koje tvore splet uskih kamenih uličica, karakteristično za dalmatinsko podneblje. Iz te se mreže izdvaja stoljetna borova šuma i samostan Sv. Križa, u čijem muzeju se čuvaju brojni eksponati koji svjedoče o životu Krapnja u prošlim vremenima. 

## Povijest Krapnja
Otok Krapanj pripadao je šibenskom Kaptolu, koji ga je 1436. prodao Tomi Juriću, šibenskom plemiću, potomku bribirskih Šubića. Iste godine vlasnik otoka Toma Jurić počinje graditi kapelu nakon odobrenja pape Eugena IV. U svojoj oporuci Toma Jurić određuje da Krapanj pripadne franjevcima.
Samostan na Krapnju građen je usporedno s crkvom od 1446., a 1626. godine samostan je nadograđen i izgrađen je zdenac u stilu kasne renesanse. Samostan je građen za potrebe Bosanske vikarije. U samostanskoj blagovaonici nalazi se slika Posljedna večera slikara Francesca Santacrocea (1511. – 1584. g.). Samostanska knjižnica ima 23 inkunabule. U crkvi se nalaze slike Gospe s Isusom, sijenske škole i sv. Križ s raspelom iz maslinova drveta, koje je 1523. doneseno iz Svete Zemlje, a pripisuje se splitskom kanoniku Jurju Petroviću. Korpus Isusa sličan je Badijskom i Pridvorskom. Crkva je posvećena 5. svibnja 1523. s imenom Sv. Križa. Samostanu je kasnije od 1652. godine povjerena župa.
Iako se na otok nije smjelo doseljavati, kao ni zemljište prodavati ili poklanjati, naseljavanje Krapnja započelo je kao posljedica turskih prodora te bijegom stanovništva na sigurnija područja, među njima i otoke. Već oko 1500. godine na Krapnju je bilo oko 200 seoskih kuća. Osmanlije nikad nisu uspjeli stupiti na Krapanj. I danse se prepričava kako su odbijeni i potopljeni u kanalu između Krapnja i kopna. U obrani otoka često su u opasnosti stali i sami franjevci, čaka na čelo oružane obrane otoka kao primjerice 1652. fra Petar Musalić.
Nastanivši se na otoku bez izvora pitke vode, pašnjaka i obradive zemlje na kojoj bi bio moguć normalan život, došljaci su se vrlo brzo počeli okretati moru i preživljavati od mora. Na otoku su bili bogati maslinici, pa u jednoj ulici stoji portal uljare sv. Lovre iz 1584. godine.
Mlečani su tih stoljeća vladali ovim otokom. Nisu trpjeli pripadnike drugih država, pa je zabranila boravak i franjevcima iz krajeva pod turskom vlašću na svom području. Stoga je samostan pripao dalmatinskoj Provinciji sv. Jeronima.
1700. je s Krete došao Grk fra Antun koji je otočane naučio spužvarstvu. Godine 1811. na otoku je otvorena osnovna škola, koja je radila u samostanskoj učionici. Otvorio ju je fra Ante Vilica. Djelovala je do 1888., kad ju je nadomjestila pokrajinska osnovna škola. Krajem 19. stoljeća, 1893. godine na otok je došla prva teška ronilačka oprema. Iste godine je utemeljena Spužvarska zadruga. Prije Drugog svjetskog rata, pa do ranih 60-tih, bilo je petnaest do dvadeset ronilačkih ekipa na Krapnju. Svaka ekipa imala je svoj brod koji je imao 7 do 8 članova, od kojih su dvoje ili troje bili ronioci.

### Drugi svjetski rat
Uoči invazije na Jugoslaviju u Krapnju je bila smještena 26. hidroeskadrila ratnog zrakoplovstva Kraljevine Jugoslavije. U travnju 1941., kao i ostatak šibenskog kraja, otok je okupiran i pripojen od strane fašističke Italije. Talijanske vlasti na otoku su uspostavile karabinjersku postaju. Krapanjski komunisti 2. kolovoza 1941. održali su sastanak na kojem se dogovaraju o odlasku u partizane. Dva dana kasnije, 4. kolovoza, 26 Krapljana u dvije gajete prebacilo se na vrh uvale Grebaštice, odakle su krenuli u pravcu Gornjeg Primoštena da bi s grupom dobrovoljaca iz Primoštena ustrojili Primoštensko-krapanjski odred koji se zatim trebao prebaciti u Bosnu. Naziv obale u Brodarici i spomenik u Grebaštici i danas podsjećaju na taj datum početka antifašističkog ustanka. Odlasci u partizane su se nastavili i dalje. U lipnju 1942. osnovan je mjesni narodnooslobodilački odbor, a vršene su i sabotaže i diverzije (presijecanje telefonskih i telegrafskih kabela itd.). U srpnju 1942. talijanski karabinjeri zatočili su i brodom odveli u koncentracijski logor na otoku Molatu 98-ero članova obitelji partizana: 12 muškaraca, 44 žene, 15 djece od jedne do deset godina i 27 djece od 11 do 18 g. U selu je 1943. uz narodnooslobodilački odbor postojao i akcijski odbor HSS-a od 6 članova.
Krapljani su u svibnju 1944. stradali i od četnika prigodom akcije čišćenja od partizana. Njemačka okupacijska vlast ustrojila je paravojnu jedinicu "Konrad", sastavljenu od 30-ak pripadnika razbijenog splitsko-šibenskog četničkog odreda, Srba i Hrvata. Iz svog sjedišta u Zablaću upadali su u sela i otoke koji su simpatizirali partizane ili bili pod njihovom kontrolom, pljačkajući i terorizirajući. Danas je u mjestu spomen-ploča: "Na ovom mjestu 26. V. 1944. g. od četnika je zaklan predsjednik M.N.O. Krapanj Šime Tanfara." Žrtve zločina pokopane su na krapanjskom groblju podno kamenog križa iz 1678. godine.
U tijeku Drugog svjetskog rata u partizanskim postrojbama sudjelovalo je oko 250 boraca s Krapnja, od kojih je 28 poginulo. Krapanj je imao i 19 žrtava fašističkog terora. U fašističkim logorima i zatvorima bilo je zatvoreno mnogo osoba.

### Nakon rata
Otočani su stradali i poslije rata. Komunistički režim raselio je Krapljane širom svijeta.[nedostaje izvor] Kako je iseljavanje u poratnim godinama bilo nezakonito, krapanjska mladost počela je bježati u Italiju veslajući noću. Neki su uspjeli, neki su stradali u dubinama Jadrana, neki su bili uhvaćeni i osuđeni kao državni neprijatelji komunističkog režima. 1949. pobjeglo je petero Krapljana.
Otok je 1959. dobio struju. Od druge polovice 20.stoljeća na otoku su napravljeni veliki infrastrukturni radovi, koji su olakšali život mještana — pored dobivene struje, 1963. – 1964. dovedena je tekuća voda, a od 1967. do 1972. obavljeno je betoniranje i asfaltiranje puteva otoka Krapnja.
Iseljavanje se nastavilo svugdje po svijetu, osobito u Australiju, Kanadu, SAD i po Europi. Krapanjski iseljenici povremeno dođu na svoj otok, a dio iseljenika se vratio uloziti zarađeni kapital i znanje. Tako je na mjestu stare spužvarske zadruge povratničkim novcem izgrađen hotel "Spongiola" s 4 zvjezdice, namijenjen prvenstveno ronilačkom turizmu.
Poučeni užasnim iskustvima drugog svjetskog rata, Krapljani su se aktivno uključili u obranu Hrvatske, davši dragovoljce. Hrvatski branitelj Branko poginuo je 20. rujna 1991., malo poslije početka oružane srpske agresije, a na grobu je uklesana poruka: "Dao si život za hrvatski dom".

## Stanovništvo
Po popisu iz 1991. godine, Krapanj je imao 2.513 stanovnika. Na popisu 2001. godine, najveći dio naselja Krapanj (dio koji se nalazi na kopnu) izdvojen je u zasebno novoformirano naseljeno mjesto Brodarica, pa je te godine u naselju Krapanj (otočki dio) zabilježeno samo 228 stanovnika.

## Spužvarstvo na Krapnju
Tradicija spužvarstva na otoku je stara 300 godina.
Spužvarstvo se pojavljuje u Hrvatskoj,  najprije na otoku Krapanj i to prije više od 300 godina kada je Krapljane tom teškom i uzbudljivom, a nadasve opasnom poslu obučio, fra Antun Grk s Krete početkom 18. stoljeća. On je na otok oko 1704. godine donio i znanje za preradu spužvi. Spužve su se najprije lovile ostima iz broda, tehnikom kojom su neki od krapljanskih spužvara lovili sve do sedamdesetih godina prošlog stoljeća. Danas takvih vještih lovaca na spužve nema, a nema ni spužava na dubinama dohvatljivim oku i ostima.  
Za lov su upotrebljavali brodove od 4 do 5 t i do 1893. godine lovili su samo na osti, dakle do dubine od oko 15 metara. Vlada u Trstu ( u vrijeme Austro Ugarske Monarhije), živo je nastojala unaprijediti spužvarski obrt, pa je 1893. godine dala zadruzi u Krapnju prvi ronilački aparat, a 1896. godine i drugi aparat.  Nastala je borba između onih koji su lovili na osti i ronilaca.
U godinama prije Drugog svjetskog rata, pa do pedesetih i ranih šezdesetih, bilo je petnaest do dvadeset ronilačkih ekipa na Krapnju. 
Svaka ekipa imala je svoj brod i imala je 7 ili 8 članova, 2 ili 3 ronioca i 5 pomoćnika. Sezona lova na spužve počinjala je početkom ožujka i travnja i trajala je do kraja rujna.
Od najstarijih vremena i početaka bavljenja spužvarstvom poznate su i krize koje su krapljanjski spužvari preživljavali. Glavni uzrok je bio, u većini slučajeva, ograničenost lovnih terena, posebno je bilo izraženo u vrijeme kad se lov spužava počeo obavljati ronilačkim aparatima i brodovima na motorni pogon.
Lovni tereni na kojima živi najbolja spužva ograničeni su samo na tvrdo, uzobalno dno, i to ne uzduž čitave obale, nego na pojedinim mjestima, pa su zato motorizirani brodovi i ronilački aparati brzo iscrpili raspoložive zalihe. Spužvari su danas primorani pretraživati veće dubine. 
Tijekom lovne sezone u vrijeme teške opreme, odlazilo se 5 do 6 puta u berbu spužava i ostajalo se preko 20 dana. Ronjenje teškom opremom bilo je sigurnije, rijetki su bili slučajevi stradavanja od bolesti.   
U ekipi su bila po dva ronioca i nekoliko pomoćnika. Spuštali su se do dubine od 40 m po 45 minuta do jednog sata. Ronioci su se naizmjenično spuštali u more, nikada nisu bili zajedno pod morem, a razlog tome su bili niskotlačni kompresori (12 atm, 300 litara), koje su imali na brodovima u „Spužvaru“. Kad bi se jedan digao, drugi bi se spuštao, a onaj koji je ronio zadnji drugi dan je ronio prvi. Na dubine veće od 40 metara spuštali su se jednom dnevno.
Od tada do danas Krapljani su razvili granu spužvarstva i ronjenja do samog savršenstva i to prvenstveno što se tiče same tehnike ronjenja koja zna doseći i do 5 urona u danu na raznoraznim dubinama.
Dokaz da su u tome uspjeli je taj da Krapljanski su spužvari jedni od jako rijetkih ronilaca koji ne završavaju u barokomori, a intenzivno svaki dan borave od 3 do 8 sati u moru te pri tome obavljaju vrlo naporan fizički posao. Da bi se tako nešto moglo raditi prvenstveno vam mora biti u genima, a zatim morate biti strašno fizički te naročito psihički pripremljeni.
Za Krapljanske spužvare ne vrijedi čuvena krivulja granice sigurnosti u ronjenju već su oni sami, i to svaki ronilac napose za sebe, stvorili novu krivulju sigurnosti uzimajući za temelj vrhunsko iskustvo, te sate provedene pod vodom.
Naime, oni mogu obavljati i do 5 uzastopnih zarona u danu na velike dubine, a da pri tome nisu ugrozili svoj život. 

## U potrazi za mrtvim (potonulim) brodovima
Kako su se krapljanski ronioci osjećali u ronilačkim odijelima s cipelama od olovnih đonova dok su se spuštali s barkase u morsku dubinu, njihov svijet je bila mrtva morska tišina, bubnjanje u ušima, bitka s teretom pod morem, čuvanje od morskih struja i često gledanje smrti u oči. 
Iskustvo, kondicija i velika hrabrost krapljanske ronioce uvijek je iznova vraćala tajanstvenim morskim dubinama. 
Dok silazi u more, da traga dolje za nekim nestalim brodom, dok ulazi u brodsku utrobu, očekuje da tu, u tami, u vodi, naiđe na čovjeka, mornara, na neku kapu mornarsku ili bilo šta drugo, šta govori da je čovjek upravljao brodom... Silazi s mišlju da je nekog u trenutku potapanja broda snašla tragedija. 
Zato nije slučajno što su se krapljanski ronioci našli u prvim ronilačkim ekipama u Poduzeću za spašavanje i tegljenje brodova (kasnije "Brodospas"), koji su štetama prouzročenim za vrijeme Drugog svjetskog rata svoju "luku" našli na morskom dnu.

## Poznati Krapljani
- Kristijan Curavić,[2] svjetski rekorder u ronjenju na dah
- Federiko Tanfara, čovjek koji je davnih godina ronilaštva u običnom ronilačkom odijelu zaronio na dubinu od 104 metra, o čemu su tada pisale i svjetske novine[2]

## Šport
Ženska veslačka regata "U susret Gospi od Anđela" poznata i kao Krapanjska regata održava se od 2012. To je jedina ženska regata na vesla u Hrvatskoj.
Jedriličarska regata tradicionalnih plovila Krapanjsko idro poznata i kao Krapanjska regata na latinsko idro održava se od 2014. godine.

## Galerija
- Krapanj iz Brodarice
- Spomenik u centru
- Crkva sa stražnje strane

## Vanjske poveznice
|  | Zajednički poslužitelj ima još gradiva o temi Krapanj |